# Лопяло Карл Карлович
Лопя́ло Карл Карлович(рос. Лопяло Карл Карлович) — російський художник, архітектор, ілюстратор 50 книг. Працівник музею історії Москви. Багаторічний співпрацівник-художник І. Е. Грабаря та П. Д. Барановського

## Життєпис
Народився в Петербурзі, котрий з міркувань нещирого російського патріотизму перейменували на Петроград 1914 року після початку 1-ї світової війни. Батько був слюсарем. Батьки переїхали спочатку в містечко Рославль, а 1924 року родина перебралась у Москву. Батько займався партійною роботою, згодом перейшов на профспілкову. Зацікавленості хлопцем малюванням не заважав. З 1925 року хлопець став учнем 53-ї московської школи, котру закінчив в травні 1930 р. Комуністичний уряд розпочав так звану соціалістичну реконструкцію Москви, мета якої зробити старовинне, заплутане місто добре прострілюваним для урядових полків на випадок заворушень. Ще середньовічне розпланування прорізають низкою прямих шляхів і шосе, не рахуючись із низкою історичних пам'яток як храмової, так і світської архітектури. В чергу знищених потрапила низка московських церков, монастирів і архітектурних комплексів, навіть коли вони не заважали міському транспорту (палати В. В. Голіцина 17 ст., Страстний монастир на Тверській вулиці, церква Успіння на Покровці, церква Св. Сергія в Пушкарях, церква Миколи «Великий хрест», Казанська церква Георгіївського монастиря, Красні ворота — триумфальна арка доби бароко тощо.) Юнаком Карл Лопяло був невільним свідком руйнації Сухарьової вежі, уславленої пам'ятки світської архітектури 1695 р.

## Освіта
Навчання після школи в Московському дорожньому технікумі суміщав із працею на будівництві поселення в Ізмайлово, де робив як будівельник і декоратор. З 1933 року покинув технікум і влаштувався в Московський архітектурний інститут. З 1935 р. почалась його праця як архітектора, за проектами К. К. Лопяло вибудували млин та декілька типів житлових будинків. Його проект для села Голубівка (Чернігівська область) був реалізований майже повністю. В березні 1939 року Карл Лопяло закінчив Московський архітектурний інститут, факультет житлових та суспільних споруд. Дипломний проект К. Лопяло отримав схвальний відгук архітектора А. В. Щусева та оцінку «відмінно».

## Карл Лопяло-вояк
З червня 1941 року — Карл Лопяло на Західному фронті. Мав звання гвардії молодшого сержанта в складі 1-го Гвардійського полку зв'язку, спершу в 16-й, згодом в 11-й Гвардійській армії. Брав участь в військових операціях під Оршею та Руднею, Вітебськом та Смоленськом, під Москвою та
містом Можайськ. На відміну від батька, що загинув в війні, повернувся живим. Мав важке поранення і був інвалідом війни. Член КПРС з 1943 року.

## Повоєнний період і співпраця з Петром Барановським

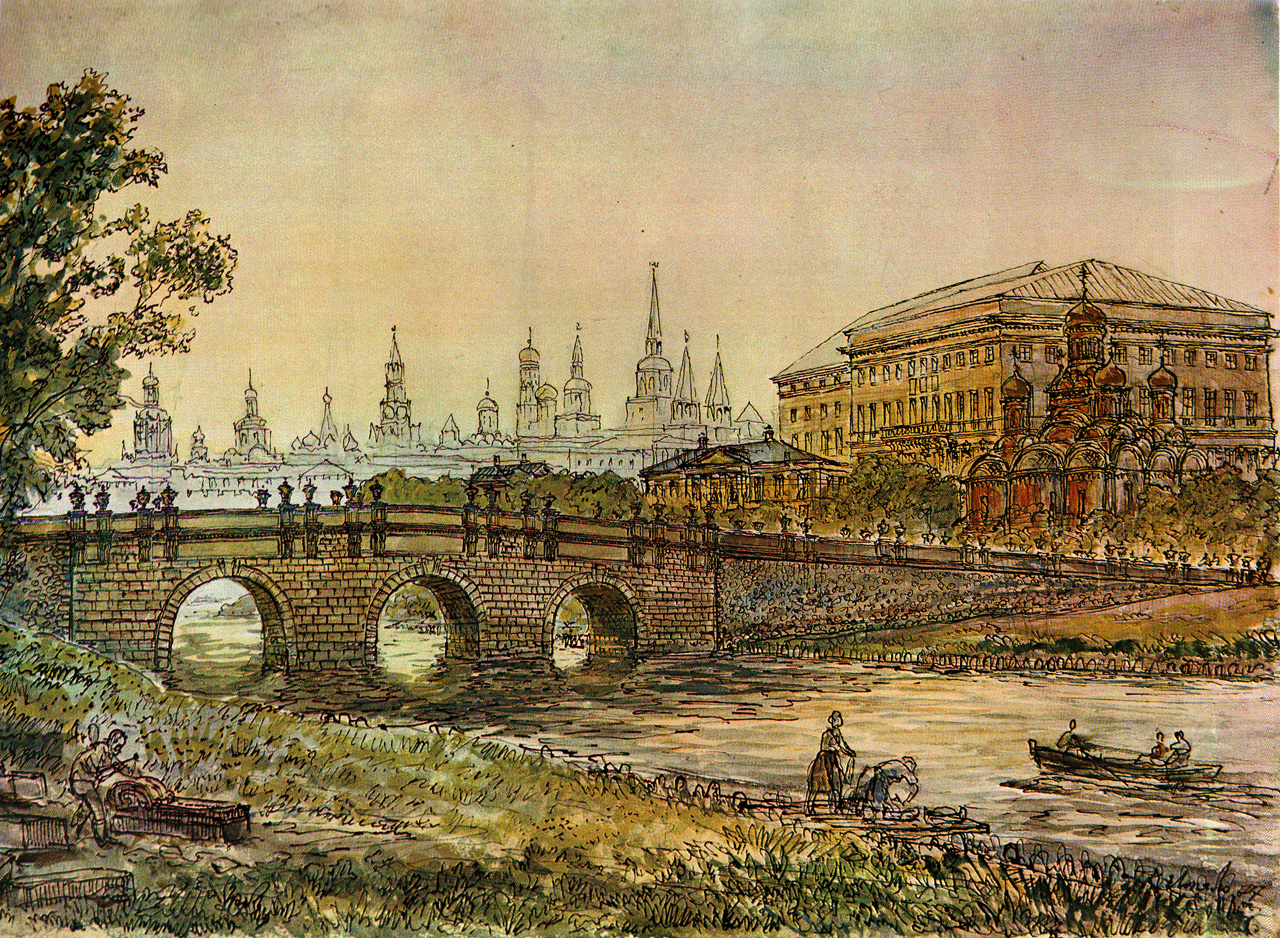
Кузнецький міст. Москва наприкінці 18 ст. Реконструкція К. К. Лопяло (міст і оточення не існують).

З 1944 року навчався в Московському художньому інституті, котрий з 1948 року став називатися імені В. Сурикова. Навчався на живописному факультеті. Згодом перейшов на монументальний і графічний, бо відчув значний потяг до графічних технік та малюнку. З 1949 року — знайомий архітектора-реставратора Барановського Петра Дмитровича. Обидва архітектори, вони знайшли спільну мову і вдало доповнювали один одного. Монотонні і сухі низки обмірів, креслеників і графічних відтворень Карл Лопяло міг перетворити на художньо значущі і повні привабливості реконструкції-картини. Знання старовинних стилів робило картини і малюнки Лопяло повними поезії і достовірності, що помітно підвищило художній рівень цих службових реконструкцій. Їх високо поціновував П. Барановський (бо був архітектором-практиком, а не художником), і надав праці Карла Лопяло нового напрямку — науково обґрунтованих картин-реставрацій. В листі до К. Лопяло Барановський писав (російською) — 
| Было заседание в ГлавАПУ, в Градостроительном Совете, и Ваши композиции произвели большое впечатление и вызвали одобрение большее, чем все остальное. |
Розпочалася багаторічна співпраця архітектора-реставратора Петра Барановського та художника Карла Лопяло. Разом із Петром Барановським роками робив дослідження, обміри, графічні реконструкції та фіксації різноманітних пам'яток архітектури, особливо в Москві, де руйнація історичної забудови комуністичним урядом набула розмірів катастрофи. Карл Карлович виконав низку малюнків-реконструкцій Москви до пожежі 1812 р., акварелі, декілька графічних панорам Москви. Його малюнки друкують як радянські періодичні видання (журнали «Наука и жизнь», « Наука и религия»), так і беруть ілюстраціями до наукових монографій.

## Співпраця з Ігорем Грабарем
Важливими сторінками життя і творчості художника і архітектора була співпраця із мистецтвознавцем Ігорем Грабарем (1871—1960). По закінченню Московського архітектурного інституту 1950 року Карла Лопяло взяли на роботу в Інститут історії мистецтв. Так Карл Лопяло був залучений до роботи великого колективу відомих російських науковців-мистецтвознавців зі створення багатотомового видання «Історії російського мистецтва». Праця з Ігорем Грабарем в Інституті історії мистецтв над реконструкціями для багатотомової «Історії російського мистецтва» надала можливість Карлу Карловичу Лопяло проявити як талант художника, так і архітектора-історика, накопичити ті знання з теорії та історії архітектури, котрі він потім блискуче застосовував і в роботі з Петром Барановським. З відновленням роботи ВООПИК Карл Лопяло став активним членом товариства по вивченню пам'яток історії і культури тодішнього СРСР. Брав участь у декількох архітектурних, археологічних та краєзнавчих експедиціях.

## Участь у виставках
Починаючи з 50-х років бере участь у художніх виставках. Серед них — низка виставок ветеранів війни 1941—1945 рр.
- Сам створив близько сорока портретів ветеранів війни Смоленського краю.
- «Пам'ятки архітектури в творах московських художників» (1970)
- «Москва Історична» (1972)

## Друковані твори К.К.Лопяло
- «Ідеальне місто Альбрехта Дюрера»
- альбом «Ордери античної архітектури Північного Причорномор'я»
- «До примірної реконструкції Золотої палати Кремлівського палацу і її монументального живопису»